# Список астероїдів (8801—8900)
| Назва                                 | Тимчасове позначення | Дата відкриття    | Місце відкриття                         | Відкривач                            |
| ------------------------------------- | -------------------- | ----------------- | --------------------------------------- | ------------------------------------ |
| (8801) 1981 EQ29                      | 1981 EQ29            | 1 березня 1981    | Обсерваторія Сайдинг-Спрінг             | Ш. Дж. Бас                           |
| (8802) 1981 EW31                      | 1981 EW31            | 2 березня 1981    | Обсерваторія Сайдинг-Спрінг             | Ш. Дж. Бас                           |
| (8803) 1981 EL34                      | 1981 EL34            | 2 березня 1981    | Обсерваторія Сайдинг-Спрінг             | Ш. Дж. Бас                           |
| 8804 Еліасон (Eliason)                | 1981 JB2             | 5 травня 1981     | Паломарська обсерваторія                | Керолін Шумейкер, Юджин Шумейкер     |
| 8805 Петропетров (Petrpetrov)         | 1981 UM11            | 22 жовтня 1981    | КрАО                                    | Черних Микола Степанович             |
| 8806 Фетісов (Fetisov)                | 1981 UU11            | 22 жовтня 1981    | КрАО                                    | Черних Микола Степанович             |
| (8807) 1981 UD23                      | 1981 UD23            | 24 жовтня 1981    | Паломарська обсерваторія                | Ш. Дж. Бас                           |
| (8808) 1981 UH28                      | 1981 UH28            | 24 жовтня 1981    | Паломарська обсерваторія                | Ш. Дж. Бас                           |
| 8809 Роверсімонако (Roversimonaco)    | 1981 WE1             | 24 листопада 1981 | Станція Андерсон-Меса                   | Едвард Бовелл                        |
| 8810 Джонмакфарленд (Johnmcfarland)   | 1982 JM1             | 15 травня 1982    | Паломарська обсерваторія                | Е. Гелін, Юджин Шумейкер             |
| 8811 Вальтершмадель (Waltherschmadel) | 1982 UX5             | 20 жовтня 1982    | КрАО                                    | Карачкіна Людмила Георгіївна         |
| 8812 Кравцов (Kravtsov)               | 1982 UY6             | 20 жовтня 1982    | КрАО                                    | Карачкіна Людмила Георгіївна         |
| 8813 Левіатан (Leviathan)             | 1983 WF1             | 29 листопада 1983 | Станція Андерсон-Меса                   | Едвард Бовелл                        |
| 8814 Россевен (Rosseven)              | 1983 XG              | 1 грудня 1983     | Станція Андерсон-Меса                   | Едвард Бовелл                        |
| (8815) 1984 DR                        | 1984 DR              | 23 лютого 1984    | Обсерваторія Ла-Сілья                   | Анрі Дебеонь                         |
| 8816 Гамов (Gamow)                    | 1984 YN1             | 17 грудня 1984    | КрАО                                    | Карачкіна Людмила Георгіївна         |
| 8817 Ройтревел (Roytraver)            | 1985 JU1             | 13 травня 1985    | Паломарська обсерваторія                | Керолін Шумейкер, Юджин Шумейкер     |
| 8818 Германнбонді (Hermannbondi)      | 1985 RW2             | 5 вересня 1985    | Обсерваторія Ла-Сілья                   | Анрі Дебеонь                         |
| 8819 Крісбонді (Chrisbondi)           | 1985 RR4             | 14 вересня 1985   | Обсерваторія Ла-Сілья                   | Анрі Дебеонь                         |
| 8820 Ан'яндерсен (Anjandersen)        | 1985 VG              | 14 листопада 1985 | Обсерваторія Брорфельде                 | Поуль Єнсен                          |
| (8821) 1987 DP6                       | 1987 DP6             | 23 лютого 1987    | Обсерваторія Ла-Сілья                   | Анрі Дебеонь                         |
| 8822 Шурянка (Shuryanka)              | 1987 RQ2             | 1 вересня 1987    | КрАО                                    | Карачкіна Людмила Георгіївна         |
| (8823) 1987 WS3                       | 1987 WS3             | 24 листопада 1987 | Станція Андерсон-Меса                   | Стівен МакДональд                    |
| 8824 Ґента (Genta)                    | 1988 BH              | 18 січня 1988     | Обсерваторія Кушіро                     | Масанорі Мацумаяма, Кадзуро Ватанабе |
| (8825) 1988 MF                        | 1988 MF              | 16 червня 1988    | Паломарська обсерваторія                | Е. Гелін                             |
| 8826 Корневілль (Corneville)          | 1988 PZ1             | 13 серпня 1988    | Обсерваторія Верхнього Провансу         | Ерік Вальтер Ельст                   |
| 8827 Кольвіц (Kollwitz)               | 1988 PO2             | 13 серпня 1988    | Обсерваторія Карла Шварцшильда          | Ф. Бернґен                           |
| (8828) 1988 RC7                       | 1988 RC7             | 10 вересня 1988   | Обсерваторія Ла-Сілья                   | Анрі Дебеонь                         |
| (8829) 1988 RV10                      | 1988 RV10            | 14 вересня 1988   | Обсерваторія Серро Тололо               | Ш. Дж. Бас                           |
| (8830) 1988 VZ                        | 1988 VZ              | 7 листопада 1988  | Обсерваторія Яцуґатаке-Кобутізава       | Йошіо Кушіда, Масару Іноуе           |
| 8831 Брандстром (Brandstrom)          | 1989 CO5             | 2 лютого 1989     | Обсерваторія Карла Шварцшильда          | Ф. Бернґен                           |
| 8832 Альтенрат (Altenrath)            | 1989 EC3             | 2 березня 1989    | Обсерваторія Ла-Сілья                   | Ерік Вальтер Ельст                   |
| 8833 Асер (Acer)                      | 1989 RW              | 3 вересня 1989    | Обсерваторія Верхнього Провансу         | Ерік Вальтер Ельст                   |
| 8834 Анакардіум (Anacardium)          | 1989 SX2             | 26 вересня 1989   | Обсерваторія Ла-Сілья                   | Ерік Вальтер Ельст                   |
| 8835 Аннона (Annona)                  | 1989 SA3             | 26 вересня 1989   | Обсерваторія Ла-Сілья                   | Ерік Вальтер Ельст                   |
| 8836 Акіфоліум (Aquifolium)           | 1989 SU3             | 26 вересня 1989   | Обсерваторія Ла-Сілья                   | Ерік Вальтер Ельст                   |
| 8837 Лондон (London)                  | 1989 TF4             | 7 жовтня 1989     | Обсерваторія Ла-Сілья                   | Ерік Вальтер Ельст                   |
| (8838) 1989 UW2                       | 1989 UW2             | 29 жовтня 1989    | Окутама                                 | Цуному Хіокі, Нобухіро Кавасато      |
| 8839 Новичкова (Novichkova)           | 1989 UB8             | 24 жовтня 1989    | КрАО                                    | Черних Людмила Іванівна              |
| (8840) 1989 WT                        | 1989 WT              | 20 листопада 1989 | Обсерваторія Кушіро                     | Сейджі Уеда, Хіроші Канеда           |
| (8841) 1990 EA7                       | 1990 EA7             | 2 березня 1990    | Обсерваторія Ла-Сілья                   | Анрі Дебеонь                         |
| (8842) 1990 KF                        | 1990 KF              | 20 травня 1990    | Обсерваторія Сайдинг-Спрінг             | Роберт Макнот                        |
| (8843) 1990 OH                        | 1990 OH              | 22 липня 1990     | Паломарська обсерваторія                | Е. Гелін                             |
| (8844) 1990 QR2                       | 1990 QR2             | 24 серпня 1990    | Паломарська обсерваторія                | Генрі Гольт                          |
| (8845) 1990 RD                        | 1990 RD              | 14 вересня 1990   | Паломарська обсерваторія                | Генрі Гольт                          |
| (8846) 1990 RK7                       | 1990 RK7             | 13 вересня 1990   | Обсерваторія Ла-Сілья                   | Анрі Дебеонь                         |
| 8847 Гух (Huch)                       | 1990 TO3             | 12 жовтня 1990    | Обсерваторія Карла Шварцшильда          | Ф. Бернґен, Лутц Шмадель             |
| (8848) 1990 VK1                       | 1990 VK1             | 12 листопада 1990 | Обсерваторія Кушіро                     | Сейджі Уеда, Хіроші Канеда           |
| 8849 Брайтон (Brighton)               | 1990 VZ4             | 15 листопада 1990 | Обсерваторія Ла-Сілья                   | Ерік Вальтер Ельст                   |
| 8850 Бігнонія (Bignonia)              | 1990 VQ6             | 15 листопада 1990 | Обсерваторія Ла-Сілья                   | Ерік Вальтер Ельст                   |
| (8851) 1990 XB                        | 1990 XB              | 8 грудня 1990     | Обсерваторія Кані                       | Йосікане Мідзуно, Тошімата Фурута    |
| 8852 Буксус (Buxus)                   | 1991 GG6             | 8 квітня 1991     | Обсерваторія Ла-Сілья                   | Ерік Вальтер Ельст                   |
| 8853 Ґердлеманн (Gerdlehmann)         | 1991 GC10            | 9 квітня 1991     | Обсерваторія Карла Шварцшильда          | Ф. Бернґен                           |
| (8854) 1991 HC                        | 1991 HC              | 16 квітня 1991    | Обсерваторія Уенохара                   | Нобухіро Кавасато                    |
| 8855 Міва (Miwa)                      | 1991 JL              | 3 травня 1991     | Обсерваторія Кійосато                   | Сатору Отомо, Осаму Мурамацу         |
| 8856 Селаструс (Celastrus)            | 1991 LH1             | 6 червня 1991     | Обсерваторія Ла-Сілья                   | Ерік Вальтер Ельст                   |
| 8857 Серсідіффілум (Cercidiphyllum)   | 1991 PA7             | 6 серпня 1991     | Обсерваторія Ла-Сілья                   | Ерік Вальтер Ельст                   |
| 8858 Корнус (Cornus)                  | 1991 PT7             | 6 серпня 1991     | Обсерваторія Ла-Сілья                   | Ерік Вальтер Ельст                   |
| (8859) 1991 PQ11                      | 1991 PQ11            | 9 серпня 1991     | Паломарська обсерваторія                | Генрі Гольт                          |
| 8860 Роглофф (Rohloff)                | 1991 TE5             | 5 жовтня 1991     | Обсерваторія Карла Шварцшильда          | Лутц Шмадель, Ф. Бернґен             |
| 8861 Дженскандлер (Jenskandler)       | 1991 TF7             | 3 жовтня 1991     | Обсерваторія Карла Шварцшильда          | Ф. Бернґен, Лутц Шмадель             |
| 8862 Такаюкіота (Takayukiota)         | 1991 UZ              | 18 жовтня 1991    | Обсерваторія Кійосато                   | Сатору Отомо                         |
| (8863) 1991 UV2                       | 1991 UV2             | 31 жовтня 1991    | Обсерваторія Кушіро                     | Сейджі Уеда, Хіроші Канеда           |
| (8864) 1991 VU                        | 1991 VU              | 4 листопада 1991  | Обсерваторія Кані                       | Йосікане Мідзуно, Тошімата Фурута    |
| 8865 Якіймо (Yakiimo)                 | 1992 AF              | 1 січня 1992      | Станція JCPM Якіїмо                     | Акіра Наторі, Такеші Урата           |
| 8866 Танеґасіма (Tanegashima)         | 1992 BR              | 26 січня 1992     | Каґошіма                                | Масару Мукаї, Масанорі Такеїші       |
| 8867 Туббіоло (Tubbiolo)              | 1992 BF4             | 29 січня 1992     | Обсерваторія Кітт-Пік                   | Spacewatch                           |
| 8868 Йортер (Hjorter)                 | 1992 EE7             | 1 березня 1992    | Обсерваторія Ла-Сілья                   | UESAC                                |
| 8869 Олаусґусо (Olausgutho)           | 1992 EE11            | 6 березня 1992    | Обсерваторія Ла-Сілья                   | UESAC                                |
| 8870 фон Цейпель (von Zeipel)         | 1992 EQ11            | 6 березня 1992    | Обсерваторія Ла-Сілья                   | UESAC                                |
| 8871 Сванберґ (Svanberg)              | 1992 EA22            | 1 березня 1992    | Обсерваторія Ла-Сілья                   | UESAC                                |
| 8872 Ебенум (Ebenum)                  | 1992 GA4             | 4 квітня 1992     | Обсерваторія Ла-Сілья                   | Ерік Вальтер Ельст                   |
| (8873) 1992 UM2                       | 1992 UM2             | 21 жовтня 1992    | Обсерваторія Кані                       | Йосікане Мідзуно, Тошімата Фурута    |
| 8874 Сьовасіндзан (Showashinzan)      | 1992 UY3             | 26 жовтня 1992    | Обсерваторія Кітамі                     | Кін Ендате, Кадзуро Ватанабе         |
| 8875 Ферні (Fernie)                   | 1992 UP10            | 22 жовтня 1992    | Паломарська обсерваторія                | Едвард Бовелл                        |
| (8876) 1992 WU3                       | 1992 WU3             | 23 листопада 1992 | Обсерваторія Яцуґатаке-Кобутізава       | Йошіо Кушіда, Осаму Мурамацу         |
| 8877 Рентаро (Rentaro)                | 1993 BK2             | 19 січня 1993     | Обсерваторія Ґейсей                     | Тсутому Секі                         |
| (8878) 1993 FN16                      | 1993 FN16            | 17 березня 1993   | Обсерваторія Ла-Сілья                   | UESAC                                |
| (8879) 1993 FN20                      | 1993 FN20            | 19 березня 1993   | Обсерваторія Ла-Сілья                   | UESAC                                |
| (8880) 1993 FT33                      | 1993 FT33            | 19 березня 1993   | Обсерваторія Ла-Сілья                   | UESAC                                |
| 8881 Пряльник (Prialnik)              | 1993 FW36            | 19 березня 1993   | Обсерваторія Ла-Сілья                   | UESAC                                |
| 8882 Сакаетамура (Sakaetamura)        | 1994 AP2             | 10 січня 1994     | Обсерваторія Кітамі                     | Кін Ендате, Кадзуро Ватанабе         |
| 8883 Міядзакіхаяо (Miyazakihayao)     | 1994 BS4             | 16 січня 1994     | Обсерваторія Оїдзумі                    | Такао Кобаяші                        |
| (8884) 1994 CM2                       | 1994 CM2             | 12 лютого 1994    | Університетська обсерваторія Маунт-Джон | Алан Ґілмор, Памела Кілмартін        |
| 8885 Сетте (Sette)                    | 1994 EL3             | 13 березня 1994   | Обсерваторія Азіаґо                     | Маура Томбеллі, Вітторіо Ґоретті     |
| 8886 Елеаґнус (Elaeagnus)             | 1994 EG6             | 9 березня 1994    | Коссоль                                 | Ерік Вальтер Ельст                   |
| 8887 Шеерес (Scheeres)                | 1994 LK1             | 9 червня 1994     | Паломарська обсерваторія                | Е. Гелін                             |
| 8888 Tartaglia                        | 1994 NT1             | 8 липня 1994      | Коссоль                                 | Ерік Вальтер Ельст                   |
| 8889 Моктартл (Mockturtle)            | 1994 OC              | 31 липня 1994     | Обсерваторія Наті-Кацуура               | Йошісада Шімідзу, Такеші Урата       |
| 8890 Монтень (Montaigne)              | 1994 PS37            | 10 серпня 1994    | Обсерваторія Ла-Сілья                   | Ерік Вальтер Ельст                   |
| 8891 Ірокава (Irokawa)                | 1994 RC1             | 1 вересня 1994    | Обсерваторія Кітамі                     | Кін Ендате, Кадзуро Ватанабе         |
| 8892 Какоґава (Kakogawa)              | 1994 RC11            | 11 вересня 1994   | Обсерваторія Мінамі-Ода                 | Мацуо Суґано, Тосіро Номура          |
| (8893) 1995 KZ                        | 1995 KZ              | 23 травня 1995    | Огляд Каталіна                          | Тімоті Спар                          |
| (8894) 1995 PV                        | 1995 PV              | 2 серпня 1995     | Обсерваторія Наті-Кацуура               | Йошісада Шімідзу, Такеші Урата       |
| 8895 Ня (Nha)                         | 1995 QN              | 21 серпня 1995    | Станція JCPM Саппоро                    | Кадзуро Ватанабе                     |
| (8896) 1995 QG2                       | 1995 QG2             | 24 серпня 1995    | Обсерваторія Наті-Кацуура               | Йошісада Шімідзу, Такеші Урата       |
| 8897 Дефелісе (Defelice)              | 1995 SX              | 22 вересня 1995   | Обсерваторія Санта-Лючія Стронконе      | Обсерваторія Санта-Лючія Стронконе   |
| 8898 Ліннея (Linnaea)                 | 1995 SL5             | 29 вересня 1995   | Ґолден (Колорадо)                       | Гарі Емерсон                         |
| (8899) 1995 SX29                      | 1995 SX29            | 22 вересня 1995   | Обсерваторія Сайдинг-Спрінг             | Роберт Макнот                        |
| 8900 AAVSO                            | 1995 UD2             | 24 жовтня 1995    | Обсерваторія Садбері                    | Денніс ді Сікко                      |

| Астероїди 1—10000 → |           |           |           |           |           |           |           |           |            |
| 1—100               | 1001—1100 | 2001—2100 | 3001—3100 | 4001—4100 | 5001—5100 | 6001—6100 | 7001—7100 | 8001—8100 | 9001—9100  |
| 101—200             | 1101—1200 | 2101—2200 | 3101—3200 | 4101—4200 | 5101—5200 | 6101—6200 | 7101—7200 | 8101—8200 | 9101—9200  |
| 201—300             | 1201—1300 | 2201—2300 | 3201—3300 | 4201—4300 | 5201—5300 | 6201—6300 | 7201—7300 | 8201—8300 | 9201—9300  |
| 301—400             | 1301—1400 | 2301—2400 | 3301—3400 | 4301—4400 | 5301—5400 | 6301—6400 | 7301—7400 | 8301—8400 | 9301—9400  |
| 401—500             | 1401—1500 | 2401—2500 | 3401—3500 | 4401—4500 | 5401—5500 | 6401—6500 | 7401—7500 | 8401—8500 | 9401—9500  |
| 501—600             | 1501—1600 | 2501—2600 | 3501—3600 | 4501—4600 | 5501—5600 | 6501—6600 | 7501—7600 | 8501—8600 | 9501—9600  |
| 601—700             | 1601—1700 | 2601—2700 | 3601—3700 | 4601—4700 | 5601—5700 | 6601—6700 | 7601—7700 | 8601—8700 | 9601—9700  |
| 701—800             | 1701—1800 | 2701—2800 | 3701—3800 | 4701—4800 | 5701—5800 | 6701—6800 | 7701—7800 | 8701—8800 | 9701—9800  |
| 801—900             | 1801—1900 | 2801—2900 | 3801—3900 | 4801—4900 | 5801—5900 | 6801—6900 | 7801—7900 | 8801—8900 | 9801—9900  |
| 901—1000            | 1901—2000 | 2901—3000 | 3901—4000 | 4901—5000 | 5901—6000 | 6901—7000 | 7901—8000 | 8901—9000 | 9901—10000 |